# Josef Ferch
Josef Ferch (* 31. Januar 1840 in Bogarosch, Kaisertum Österreich; † 4. April 1902 in Perjámos, Königreich Ungarn) war ein rumäniendeutscher Lehrer, Komponist, Organist, Chorleiter und Musikpädagoge.

## Leben
Ferch besuchte von 1850 bis 1858 das Pädagogische Institut im ungarischen Pest. Nach dem Tod seines Vaters 1862 wurde er Lehrer für Musik, Zeichnen und Klavierspiel in seinem Heimatort und übernahm zugleich die Kantorenstelle. 1867 heiratete er eine Tochter des Lovriner Lehrers und Komponisten Josef Eisenkolb, mit der er neun Kinder bekam. Er gründete einen Männergesangsverein, einen Frauen- und einen Kinderchor sowie ein Fanfarenorchester. Später wurde er Inspektor und Direktor der Realschule in Hatzfeld. Ferch galt als guter Klavier- und Orgellehrer und begabter Improvisator. Er komponierte Chor- und Instrumentalwerke. Im Druck erschien unter anderem das Klavierstück Erinnerungen an Graz.